# Flügelung
| \| \| \| Ausgangsbahnhof A \| \| \| \| \| \| \| \| \| \| Trennungsbahnhof B \| \| \| \| \| \| \| \| \| \| Zielbahnhöfe C und D \| \| |  |                      |                      |
| Kopfbahnhof Streckenanfang |  | Ausgangsbahnhof A    | Ausgangsbahnhof A    |
| Strecke |  |                      |                      |
| Bahnhof |  | Trennungsbahnhof B   | Trennungsbahnhof B   |
| Abzweig geradeaus und nach links · Strecke von rechts                                                                                |  |                      |                      |
| Kopfbahnhof Streckenende · Kopfbahnhof Streckenende                                                                                  |  | Zielbahnhöfe C und D | Zielbahnhöfe C und D |

Als Flügelung oder Flügeln wird in der Fachsprache das fahrplanmäßige Trennen eines kombinierten Zuges und die Wiedervereinigung bei der Rückfahrt bezeichnet. Für diesen Vorgang wird auch der Begriff Zugteilung verwendet. Hierbei müssen nicht zwangsläufig unterschiedliche Endbahnhöfe erreicht werden. Die Teilung in eine Express- und eine Regionallinie mit allen Halten wird als Längsflügeln bezeichnet.

## Begriff
Flügelzüge werden aus zwei oder mehr Trieb- oder Wendezügen gebildet, die auf einem Teil der Laufstrecke vereint verkehren. Gelegentlich werden sie auch als lokomotivbespannte Wagenzüge formiert. Zu unterscheiden sind Flügelzüge von:
- dem Stärken und Schwächen, um Züge den Nachfrageschwankungen innerhalb eines Tages[2] oder auf einem Teil der Strecke[6][7] anzupassen;
- einzelnen Kurswagen oder Kurswagengruppen, die aus Reisezugwagen bestehen und abschnittsweise einen vom restlichen Zug abweichenden Laufweg haben. Verkehrt eine solche Kurswagengruppe außerhalb des Stammzuges zu ihrem Zielort, spricht man – wie bei geflügelten Triebzügen – von einem Flügelzug.[8]

## Betrieb
| \| \| \| Einfahrsignal \| \| \| \| \| \| \| \| \| \| \| \| \| \| \| Ausfahrsignale \| \| \| \| \| \| \| \| \| \| \| \| \| \| \| \| \| \| \| \| Zwischensignal \| \| \| \| \| \| \| \| \| \| \| \| \| \| \| Ausfahrsignal \| \| \| \| \| \| \| \| \| \| \| \| \| \| \| Einfahrsignale \| \| \| Quelle: [9] \| \| \| \| |  |                |                |
| Kulminations-/Scheitelpunkt |  | Einfahrsignal  | Einfahrsignal  |
| Strecke von links · Strecke quer · Abzweig geradeaus und nach rechts |  |                |                |
| Abzweig geradeaus und ehemals nach links · Strecke von rechts (außer Betrieb) |  |                |                |
| Strecke |  | Ausfahrsignale | Ausfahrsignale |
| Strecke · Strecke · Strecke (außer Betrieb) |  |                |                |
| Strecke · Strecke · Strecke (außer Betrieb) |  |                |                |
| Strecke · Abzweig geradeaus und nach links · Abzweig ehemals geradeaus und von rechts |  |                |                |
| Strecke |  | Zwischensignal | Zwischensignal |
| Strecke · Strecke · Strecke |  |                |                |
| Strecke · Strecke · Strecke |  |                |                |
| Kulminations-/Scheitelpunkt · Strecke · Strecke |  | Ausfahrsignal  | Ausfahrsignal  |
| Abzweig geradeaus und nach links · Abzweig geradeaus und von rechts · Strecke |  |                |                |
| Abzweig geradeaus und von links · Abzweig nach links und nach rechts · Abzweig geradeaus und von rechts |  |                |                |
| |  | Einfahrsignale |                |
| Quelle: |  |                |                |

Mit Hilfe des Flügelungskonzepts können unterschiedliche Ziele umsteigefrei angeboten werden. Durch die vereinte Fahrt mehrerer Züge werden auf einem Teil der Strecke Fahrplantrassen – und damit Trassenentgelte – sowie Personal eingespart. Damit das Flügeln in kurzer Zeit erfolgen kann, sind Flügelzüge mit einer automatischen Kupplung ausgestattet, die von den Triebfahrzeugführern per Knopfdruck bedient wird. Um das Trennen und Vereinigen der beiden Zugteile innerhalb von zwei bis vier Minuten zu ermöglichen, müssen mehrere Bedingungen erfüllt sein:
- Beide Streckenäste führen parallel in den Trennungsbahnhof hinein und vereinigen sich bei der Bahnsteigmitte, damit beide Zugteile fast gleichzeitig in den Bahnhof einfahren können.[9]
- Der Trennungsbahnhof ist mit Zwischen- oder Gleisabschnittsignalen in Vereinigungsrichtung ausgestattet.[11] Der zweite Zugteil legt die kurze Fahrt vom Zwischen- bzw. Gleisabschnittsignal zum vorderen Zugteil als Rangierfahrt zurück. Gibt es ein Zugdeckungssignal im Zielgleis, wird dies in Deutschland als Beifahranlage bezeichnet. In diesem Fall wird die Fahrt mit einem Fahrtbegriff am zurückgelegenen Hauptsignal zugelassen, wobei die Geschwindigkeit wegen des fehlenden Durchrutschwegs begrenzt wird.
- Das Ausfahrsignal steht schon bei Einfahrt des ersten Zugteils auf Fahrt, damit die beiden vereinten Zugteile mit Höchstgeschwindigkeit ausfahren können, ohne durch eine punktförmige Zugbeeinflussung verlangsamt zu werden.[9]
- Die richtungsbestimmende Weiche liegt direkt hinter dem Bahnsteig sowie einem Hauptsignal. Dadurch kann die Ausfahrt für den zweiten Zugteil eingestellt werden, sobald der vordere Zugteil den Bahnsteigbereich verlassen hat.
- Nicht möglich ist Flügeln, wenn der Abzweigbahnhof als Keilbahnhof ausgebildet ist.[12]

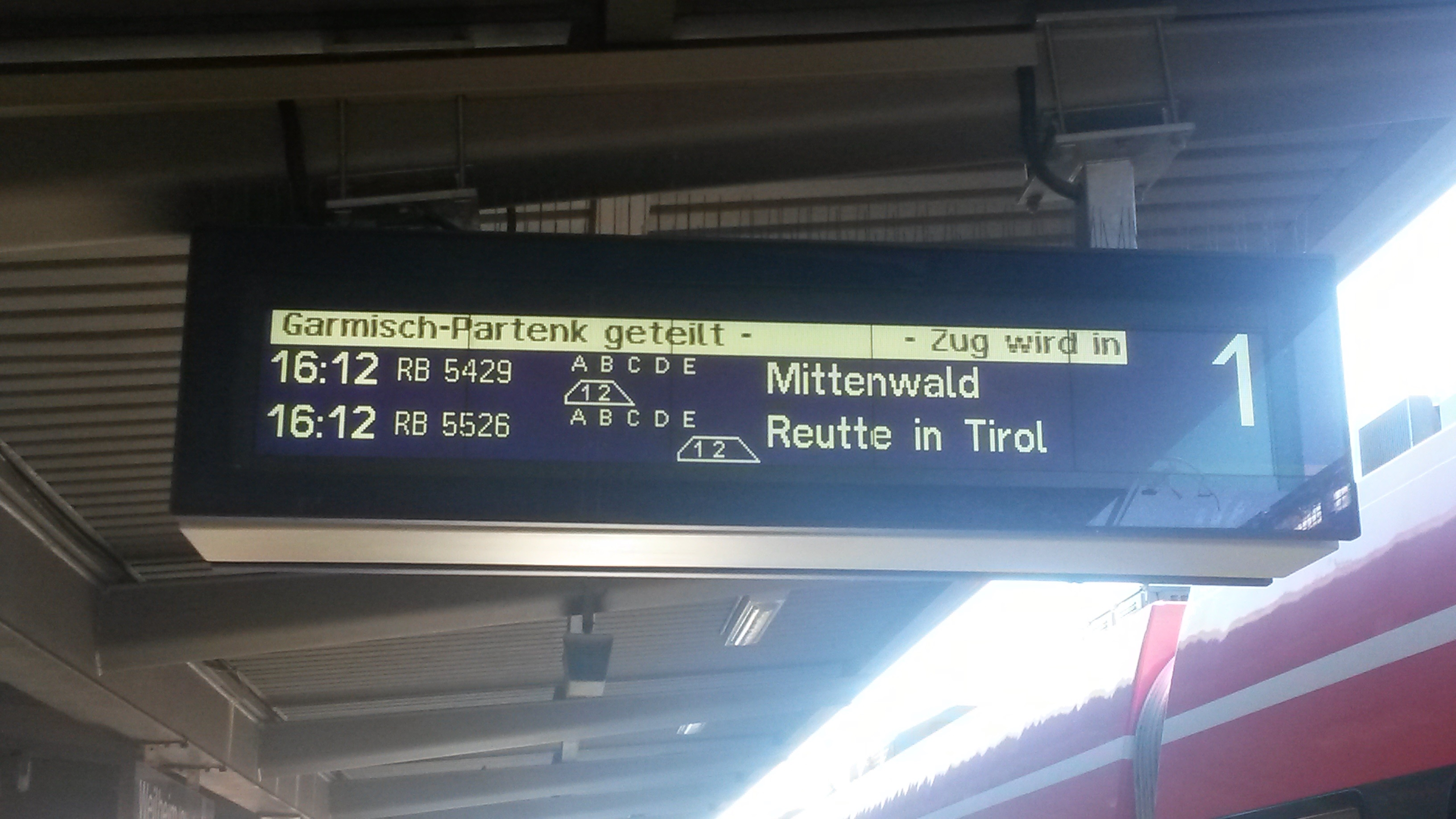
Fahrgastinformation eines Zuges, der im Verlauf der Fahrt geflügelt wird

Ein Flügelungskonzept stellt besondere Ansprüche an die Fahrgastinformation. Es soll optisch und akustisch vermittelt werden, welcher Zugteil wohin fährt und wo der Zug geteilt wird. In elektronischen Fahrplänen fehlt oft der Hinweis auf Flügelung. Auf den Bahnhöfen muss der Fahrgast informiert werden, in welchen Zugteil er einsteigen soll, falls er über den Trennungsbahnhof hinaus weiterreist. Wenn die Bahnsteige in Sektoren A, B, C, … eingeteilt sind, können sich die Reisenden bereits vor der Zugankunft auf dem Bahnsteig entsprechend platzieren. Eine zusätzliche Orientierungshilfe bieten die Zugzielanzeiger außen an den Fahrzeugen sowie auch im Innern der Wagen. Für die Durchsage kurz vor dem Trennungsbahnhof sind selektive Ansagen für jeden der beiden Zugteile optimal.
Im Zusammenhang mit ETCS Level 2 (ohne konventionelle Hauptsignale) hat DB Netz einen neuen Fahrstraßentyp zum Stärken konzipiert. Dieser sieht einen Wechsel in die Betriebsart On Sight bei Annäherung an den vorausliegenden Zug vor.

## Beispiele

### Deutschland

#### Fernverkehr

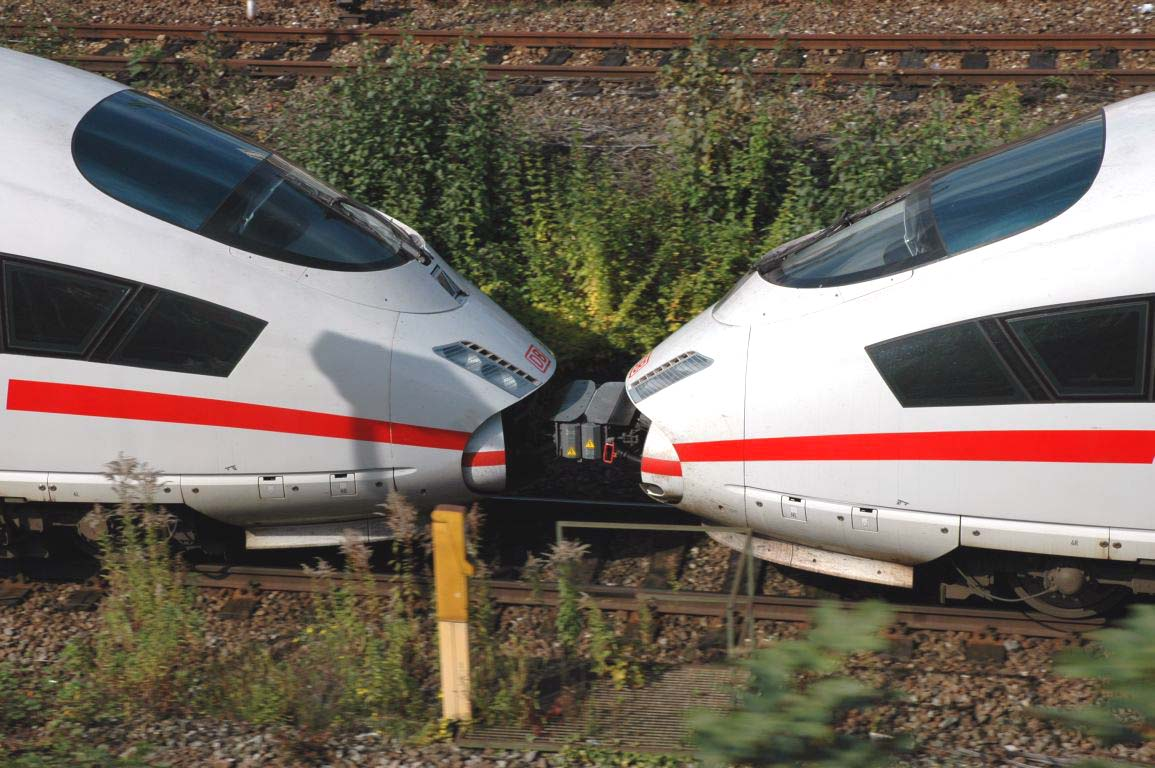
Zwei gekuppelte ICE-Einheiten, die geflügelt werden können und als einzelne Züge in verschiedene Richtungen weiterfahren.

Schon im Schnelltriebwagennetz der Deutschen Reichsbahn in den 1930er Jahren wurde das Flügelzugkonzept angewandt. Die von Berlin bis Nürnberg vereinigten Züge wurden dort in Flügel nach Stuttgart und nach München getrennt. Ebenso wurde auf der Linie Berlin–Köln verfahren: Dort verkehrten beide Teile bis Hamm (Westf.) vereinigt, danach fuhr ein Teil über Hagen und Wuppertal, der andere über Dortmund, Essen und Düsseldorf nach Köln.
Dies wird auch gegenwärtig praktiziert, insbesondere seit Einführung des Halbzugkonzepts mit der zweiten, dritten und vierten Baureihe des Intercity-Express. Die Züge der tagsüber stündlich verkehrenden Linie 10 werden jede zweite Stunde in Hamm geflügelt. Für Fahrgäste nach Köln ergibt sich ein erheblicher Zeitgewinn, da der dorthin fahrende Zugteil das Ruhrgebiet südlich über Hagen und Wuppertal umfährt. Der andere Zugteil verkehrt nach Düsseldorf und hält im Ruhrgebiet an vier weiteren Bahnhöfen.
Als weiteres Beispiel kann die Nord-Süd-Linie 25 aus München dienen, die in Hannover Hauptbahnhof geflügelt wird. Der vordere Teil fährt nach Hamburg, der hintere nach Bremen und am Tagesrand darüber hinaus nach Oldenburg.
Vereinzelt werden auch lokbespannte Intercity-Garnituren geflügelt. So verkehrt an Freitagen ein Intercity von Frankfurt am Main nach Fulda, wo der Zug geteilt wird und die entsprechenden Zugteile nach Leipzig sowie nach Berlin via Hannover weiterfahren. Die dafür notwendige zweite Lokomotive läuft bereits ab Frankfurt in der Mitte des Zuges mit, wodurch auf umständliches Rangieren in Fulda verzichtet werden kann.

#### Nahverkehr

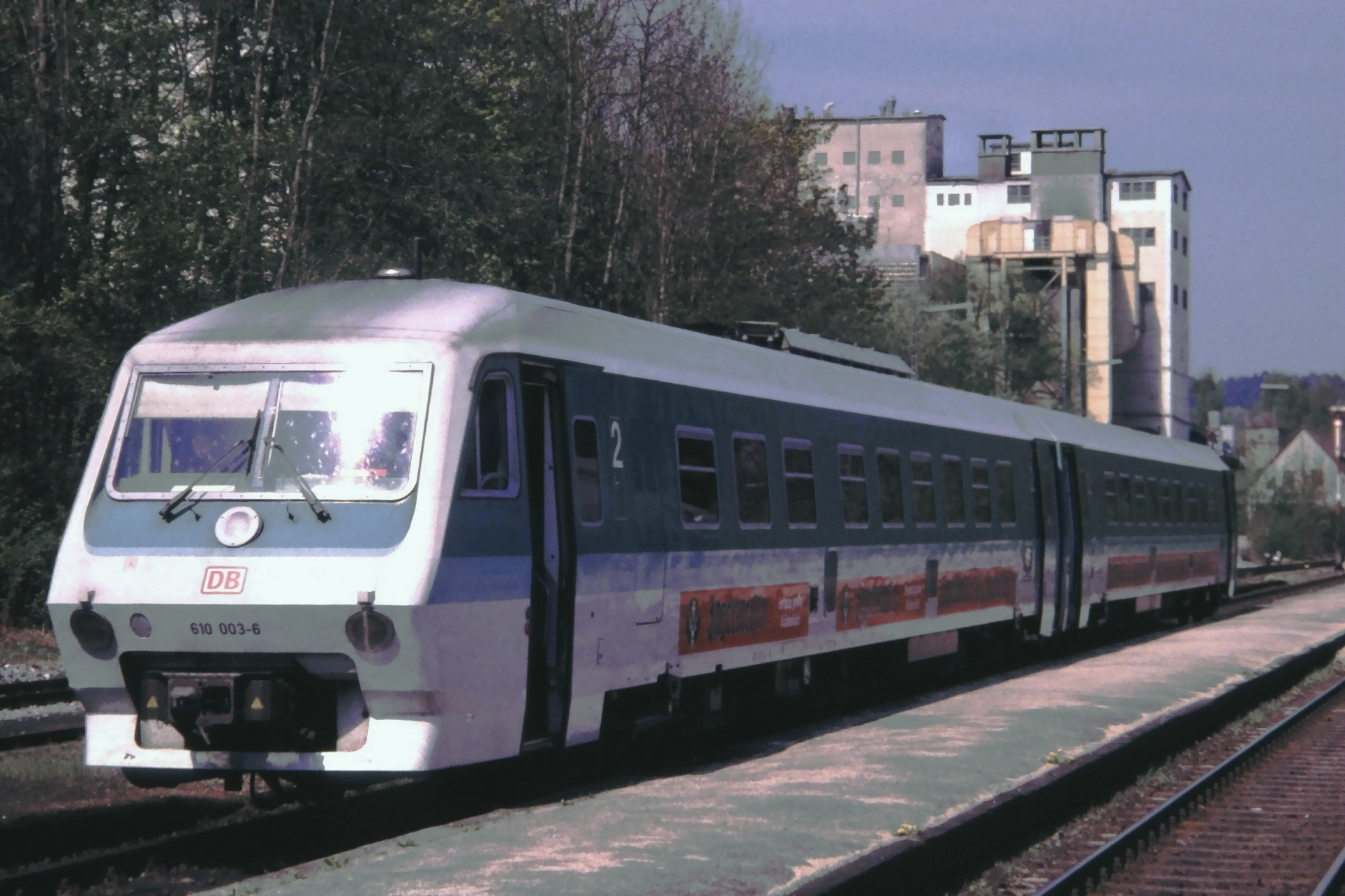
Die Baureihe 610 sorgte 1992 für zwei Deutschland-Premieren: erster Zug mit Neigetechnik und erste Regional-Flügelzüge

Im ÖPNV wird – so die Trieb- und Wendezüge automatisch gekuppelt werden können – ebenso verfahren. Die Flügelung wenden viele Bahngesellschaften an, die LINT-Triebzüge einsetzen, die speziell für den Flügelungsbetrieb konzipiert wurden. Zuweilen wird mit herkömmlichen Doppelstockwagen-Zügen geflügelt, wenn dies ohne großen Aufwand möglich ist. Begonnen wurde mit der Flügelung im Jahr 1992 mit den „Pendolino“ genannten Regionalschnellbahn-Zügen mit Neigetechnik von Nürnberg nach Bayreuth und nach Hof.
In allen Regionen Deutschlands gibt es Anwendungen von Flügelzugkonzepten:
- Norddeutschland

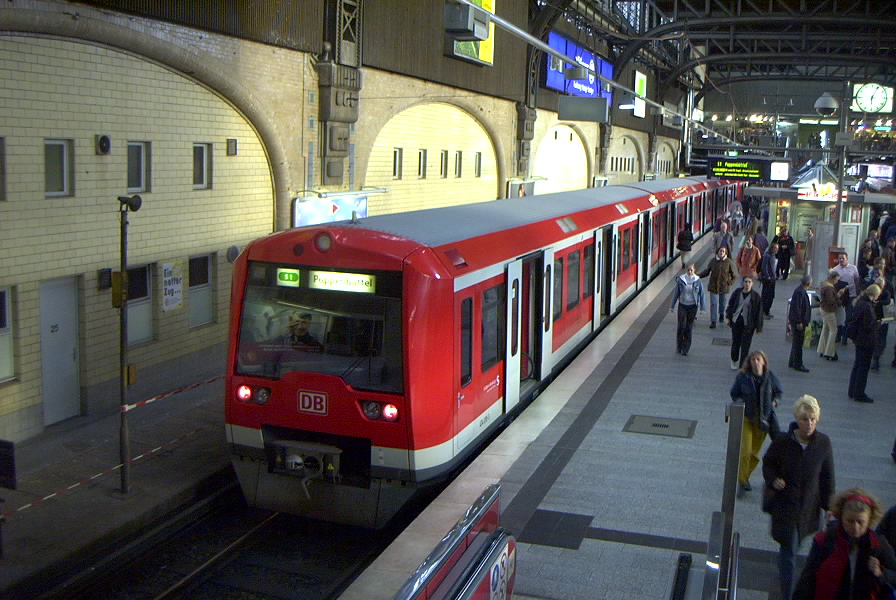
Zug der mit dem Flügelzugkonzept betriebenen Hamburger S-Bahn-Linie 1

  - Zug der mit dem Flügelzugkonzept betriebenen Hamburger S-Bahn-Linie 1 Seit dem 11. Dezember 2008 werden die Züge der Hamburger S-Bahnlinie S1 im Bahnhof Ohlsdorf getrennt. Der vordere Zugteil fährt zum Flughafen Hamburg und der hintere nach Poppenbüttel.
  - Die Züge der Linie RE7 von Hamburg nach Flensburg und Kiel werden in Neumünster geteilt. Der vordere Zugteil fährt nach Flensburg, der hintere Richtung Kiel
  - Auf der Vogelfluglinie Lübeck–Puttgarden wurde bis 2022 im Bahnhof Neustadt (Holst) Gbf geflügelt.
  - Bei der Stadtbahn Hannover verkehren die Linien 2 (Gleidingen – Alte Heide) und 8 (Hauptbahnhof – Messe/Nord) montags bis sonntags ab 21 Uhr von Alte Heide bis Peiner Straße, wo der Zug geteilt wird. Der eine Wagen fährt weiter nach Gleidingen und der andere nach Messe/Nord. Später vereinigen sich die Züge in der Haltestelle Bothmer Straße wieder und fahren als Linie 2 nach Alte Heide.
- Von Göttingen aus werden die Linien RB7 nach Bebra und RB8 nach Kassel der cantus Verkehrsgesellschaft in Eichenberg geflügelt.
- Nordrhein-Westfalen, Hessen
  - Im Stolberger Güterbahnhof bei Aachen besteht eine Beifahranlage, um zwei Linienäste der Euregiobahn zusammenzuführen. Hier werden Bombardier-Talent-Züge mit einer automatischen Scharfenbergkupplung gekoppelt. Auch bei der Rhein-Niers-Bahn aus Aachen Hbf wird ab dem Bahnhof Lindern ein Zugteil nach Heinsberg geführt; der andere hatte Duisburg und seit Ende 2019 Essen zum Ziel. Diese Verbindung wird mit Zügen der DB-Baureihe 425/426 gefahren.

Hinweistafel im Zug

  - Hinweistafel im Zug Bis zum Fahrplanwechsel 2006 wurde bei einigen mit herkömmlichen Doppelstockwagen-Zügen gefahrenen Regional-Express-Zügen von Frankfurt am Main nach Siegen und Treysa in Gießen geflügelt. Bei diesem Beispiel wurde die Fahrgastinformation mit einfachen Mitteln durchgeführt: kreidebeschriftete Tafeln markierten die Trennstelle am Bahnsteig, Klebezettel am Wagenübergang markierten sie im Zug. Heute wird in Gießen der mit Triebzügen gefahrene Mittelhessen-Express geflügelt. Ein Teil fährt weiter nach Treysa, der andere nach Dillenburg. Seit Dezember 2010 finden in Gießen darüber hinaus Flügelungen auf der Linie RE 98/RE 99 statt. Der hintere Zugteil fährt weiter nach Siegen (Main-Sieg-Express), der vordere nach Kassel.
  - Auch in Westfalen gibt es Beispiele für Flügelzüge. Die RB 69 und RB 89 verkehren zwischen Münster und Hamm als Doppelzug und werden dort getrennt. Der eine Zugteil fährt als RB 69 weiter nach Bielefeld, der zweite Zugteil über Paderborn nach Warburg.
  - In Ostwestfalen/Südniedersachsen wird seit Dezember 2015 die Verbindung aus Paderborn in Ottbergen geteilt: Entweder via Oberweserbahn (RB 85) weiter nach Göttingen oder als RB 84 über die Sollingbahn nach Kreiensen.
  - Die Züge bei der Ruhr-Sieg-Bahn (RB 91) von Iserlohn von Siegen werden jeweils in Iserlohn-Letmathe zusammengeführt und verkehren nach Hagen. In der Gegenrichtung werden die Züge in Iserlohn-Letmathe getrennt und verkehren allein nach Siegen und Iserlohn.
  - Der Rhein-IJssel-Express (RE 19) fährt von Düsseldorf Hbf bis Wesel und wird dort geteilt. Von Wesel fährt ein Zugteil nach Bocholt, der andere nach Arnhem Centraal.
  - Der Emscher-Münsterland-Express (RE 14) fährt von Essen Hbf bis Dorsten und wird dort geteilt. Von Dorsten fährt ein Zug nach Borken, der andere nach Coesfeld.
- Neue Bundesländer

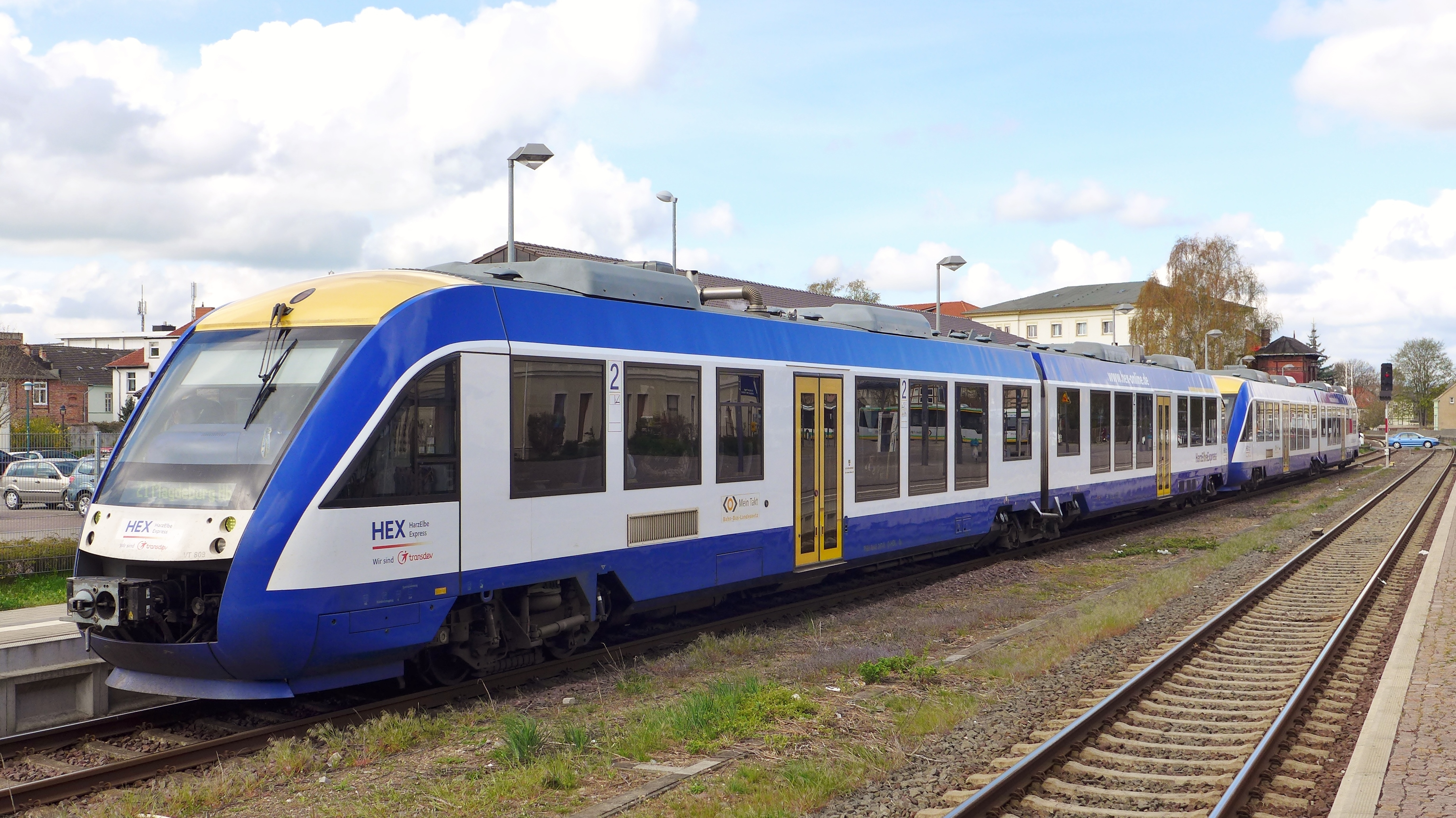
Aus zwei LINT 41 bestehender Harz-Elbe-Express auf der Fahrt nach Magdeburg

  - Aus zwei LINT 41 bestehender Harz-Elbe-Express auf der Fahrt nach Magdeburg In Sachsen-Anhalt verkehren auf der Strecke Magdeburg–Halberstadt stündlich Regionalexpresszüge, die in Halberstadt geflügelt werden. Ein Zugteil fährt nach Thale, der andere abwechselnd über Wernigerode nach Goslar oder nach Blankenburg (Harz). Am Wochenende fahren drei Zugpaare als Harz-Berlin-Express von Magdeburg aus weiter nach Berlin.[15] Bis 2018 wurden die Züge von Transdev Sachsen-Anhalt, seither von Abellio Rail Mitteldeutschland betrieben.
  - Von Dessau/Bitterfeld wurden von Dezember 2015 bis Dezember 2017 die Linien RE 19 nach Leinefelde und RB 59 nach Erfurt der Abellio Rail Mitteldeutschland teilweise in Sangerhausen geflügelt. Da sich der Umbau der Sicherungstechnik im Bahnhof Sangerhausen auf unbestimmte Zeit verschiebt, wurde das aufwändige Vereinigen mit Rangierfahrt aufgegeben.
  - In Thüringen werden vor allem Züge der Erfurter Bahn und der Süd-Thüringen-Bahn geflügelt. Dies erfolgt in Arnstadt und Weida.
  - Brandenburg: Regelmäßig findet Flügeln mit den Linien RB20 (Potsdam–Oranienburg) und RB22 (Potsdam–Königs Wusterhausen) im Bahnhof Golm statt. Dabei werden die Triebzüge der Baureihe 0442.1 eingesetzt. Seit Dezember 2022 werden im Bahnhof Falkenberg (Elster) die Linien RE10 (Leipzig–Frankfurt (Oder)) und RE11 (Leipzig–Hoyerswerda) geflügelt.
- Süddeutschland und Rheinland-Pfalz
  - Die Flügelung ist ein Kernbestandteil des Betriebskonzepts der S-Bahn RheinNeckar. Vor allem in den Tagesrandzeiten werden sehr viele Züge verschiedener Linien vor der gemeinsamen Stammstrecke zwischen Schifferstadt und Heidelberg zusammengeführt und anschließend wieder geflügelt.
  - Die Züge der Linien S31 und S32 (Stadtbahn Karlsruhe) werden in Ubstadt Ort geflügelt bzw. zusammengefügt. Der vordere Zugteil fährt als S32 weiter nach Menzingen (Baden), der hintere Zugteil fährt weiter als S31 nach Odenheim.
  - Die Züge der Linien RE1 (Süwex zwischen Mannheim und Koblenz über Kaiserslautern und Saarbrücken) und RE11 (zwischen Luxemburg und Koblenz) werden in Trier zusammengeführt und fahren gemeinsam nach Koblenz. Ab hier fahren sie in umgekehrter Reihung zurück nach Trier, wo sie wieder geteilt werden.
  - Auf der IRE-Verbindung Stuttgart–Tübingen–Aulendorf/Horb werden die Triebwagen der Baureihe 612 Richtung Horb beziehungsweise Aulendorf in Tübingen geflügelt. Zum Teil werden bei Hin-/Rückfahrt zwischen Stuttgart und Tübingen auch weitere Triebwagen beigestellt.

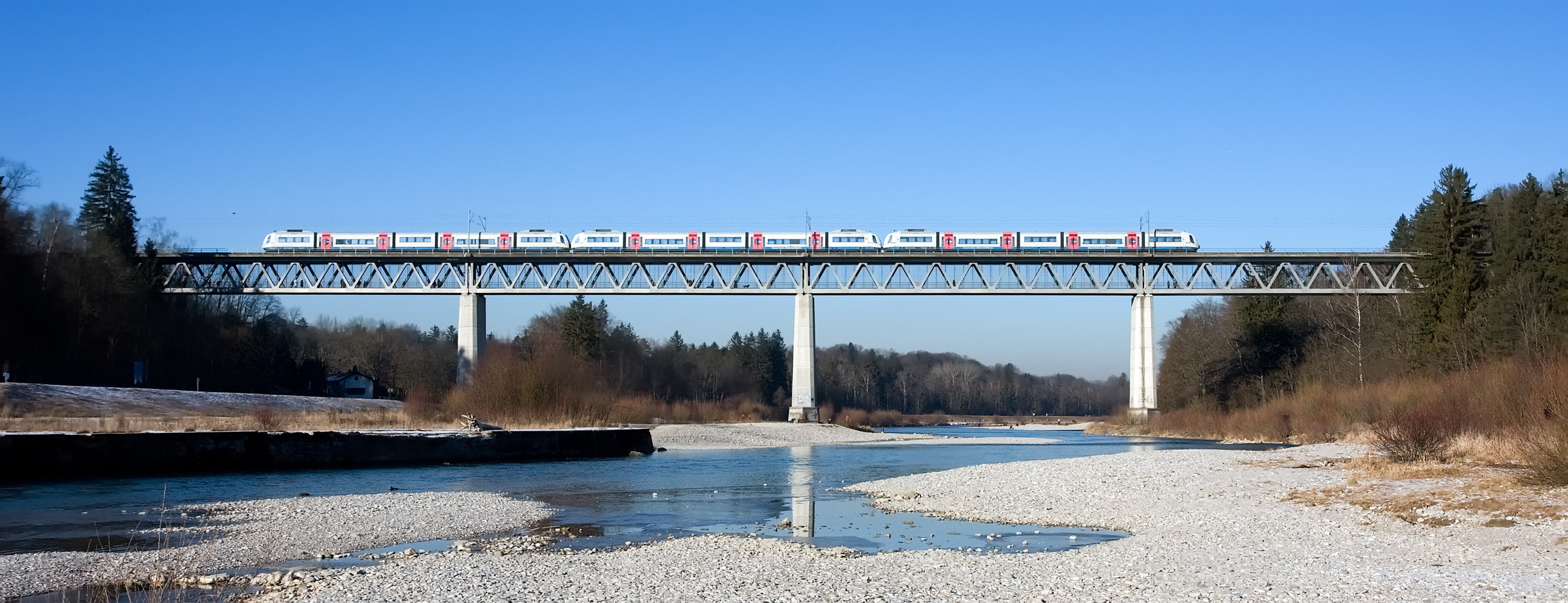
Drei Integral-Züge der Bayerischen Oberlandbahn auf der Großhesseloher Brücke bei München. Die Dieseltriebzüge werden zweimal geflügelt.

  - Drei Integral-Züge der Bayerischen Oberlandbahn auf der Großhesseloher Brücke bei München. Die Dieseltriebzüge werden zweimal geflügelt. Die Bayerische Oberlandbahn fährt im Wesentlichen halbstündlich von München nach Tegernsee, Lenggries und Bayrischzell. Geflügelt wird dabei in Holzkirchen und Schaftlach.
  - Mit dem Fugger-Express bieten die Bayerische Eisenbahngesellschaft (BEG) und DB Regio Bayern mit bis zu vierteiligen Triebwagen umsteigefreie Verbindungen von München über Augsburg nach Ulm, Donauwörth, Treuchtlingen und Dinkelscherben an.[16]
  - Auf der Linie von Nürnberg nach Bayreuth Hbf / Hof Hbf / Weiden (Oberpf) / Schwandorf Bf, die mit Fahrzeugen der Baureihe 612 (RegioSwinger) betrieben wird, werden bei den meisten Zugläufen doppelte Einheiten nach Bayreuth/Hof (Flügelung in Pegnitz) und Weiden/Schwandorf (Flügelung in Neukirchen bei Sulzbach-Rosenberg) gefahren. Jedoch ist auf dieser Strecke bei manchen Zugläufen die Besonderheit einer doppelten Flügelung zu beobachten: Dabei fährt der Zug mit drei Einheiten nach Bayreuth/Hof/Schwandorf von Nürnberg bis Hersbruck. Im Bahnhof Hersbruck (rechts Pegnitz) wird der Zug in die Teile nach Schwandorf und Bayreuth/Hof geflügelt. Nach Abfahrt des Zugteils nach Schwandorf fahren die beiden verbleibenden Einheiten gekuppelt weiter bis Pegnitz, wo die zweite Flügelung in die Zugteile nach Bayreuth und Hof erfolgt. Einzelne Züge fahren über Schwandorf hinaus nach Regensburg oder von Marktredwitz nach Cheb.
  - Das gleiche Prinzip wird mit Regionalbahnzügen der Baureihe 648 in der Relation Nürnberg Hauptbahnhof–Neuhaus an der Pegnitz und Nürnberg Hauptbahnhof–Simmelsdorf-Hüttenbach angewandt, wobei die Flügelung in Neunkirchen am Sand oder in Lauf (rechts Pegnitz) erfolgt.
  - Bei der S-Bahn Stuttgart werden die Linien S6 und S60 im Bahnhof Renningen geflügelt: Der vordere Zugteil (S60) kommt aus Böblingen, der hintere (S6) aus Weil der Stadt. Beide Zugteile verkehren dann zur Schwabstraße. In die andere Richtung fährt der vordere Zugteil als S6 nach Weil der Stadt, der hintere als S60 nach Böblingen.[17] Diese Flügelungen finden jedoch nicht immer statt.
  - Bei der S-Bahn München wird die Linie S1 in Neufahrn bei Freising geflügelt: Der vordere Zugteil verkehrt nach Freising, der hintere zum Flughafen München. Seit Dezember 2014 wird ebenso die S2 in Dachau Bahnhof teilweise geteilt. Der vordere Zugteil fährt nach Altomünster, der hintere nach Petershausen.

### Österreich

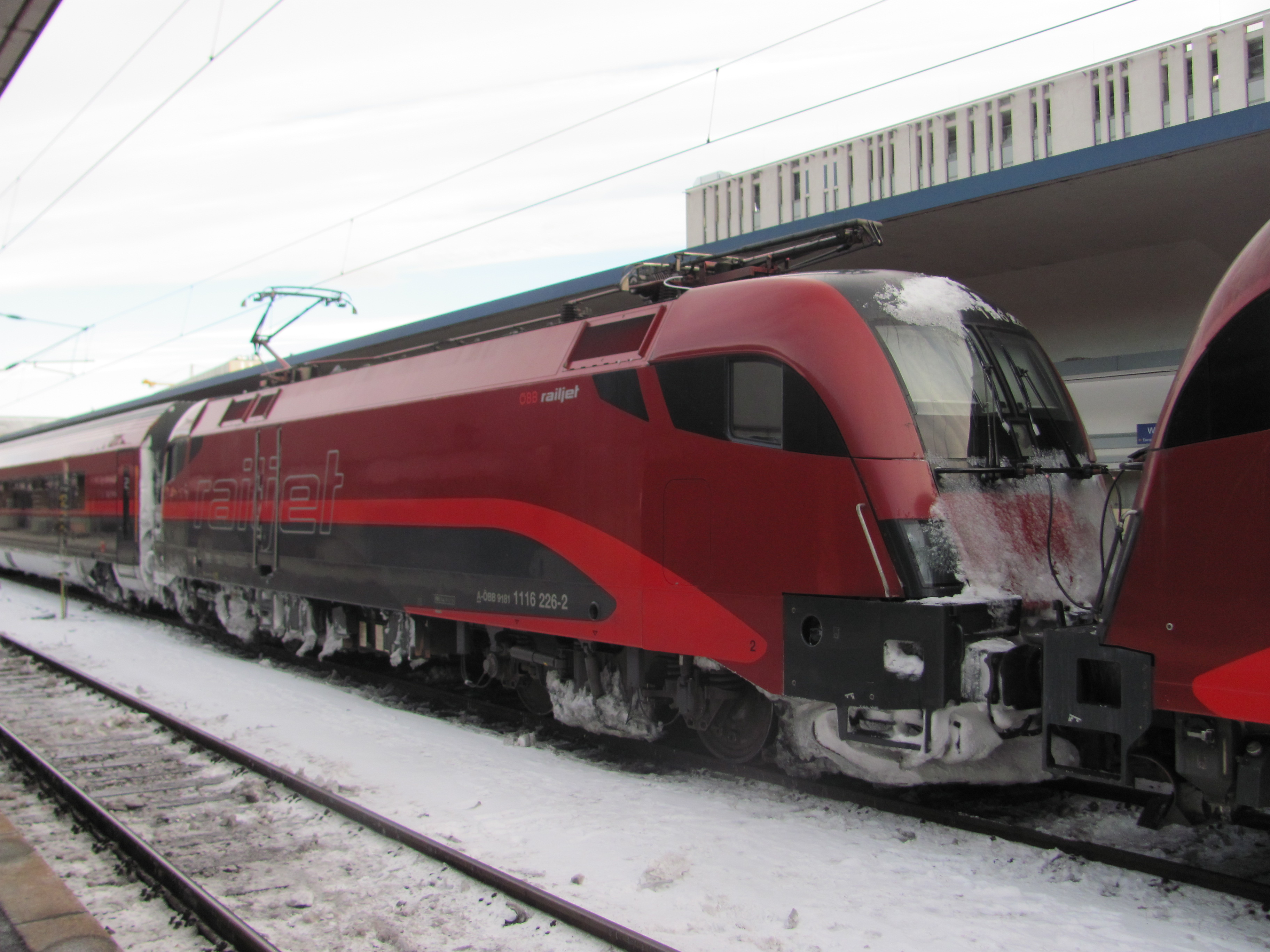
Zweiteiliger Railjet im Wiener Westbahnhof.

Etliche ÖBB-Railjet-Verbindungen aus Innsbruck und München werden in Salzburg vereint und in Wien geteilt. Ein Teil fährt zum Flughafen Wien, der andere nach Budapest Keleti. Weiters wird das Prinzip der Flügelung bei den S-Bahn-Systemen in Wien und der Steiermark angewandt. In Wien werden viele S-Bahn-Züge bis Floridsdorf verstärkt geführt und ab Floridsdorf nur mehr als Kurzzug. Nach demselben Prinzip verkehren seit dem Dezember 2017 zwei REX-Züge zwischen Wien FJB und Gmünd/České Velenice. Die Züge verlassen Wien mit 2 Triebwägen und fahren so bis Sigmundsherberg, wo eine der beiden Einheiten abgekuppelt wird.
Bei der S-Bahn Steiermark werden Regionalexpress-Züge von Graz in Richtung Leoben und weiter nach Unzmarkt bzw. Selzthal in Leoben in ebendiese Teile geteilt. An Wochenenden fahren auf den S-Bahnlinien 7 und 61 alle Züge bis Lieboch als Doppeltraktion und werden danach geteilt.

### Schweiz

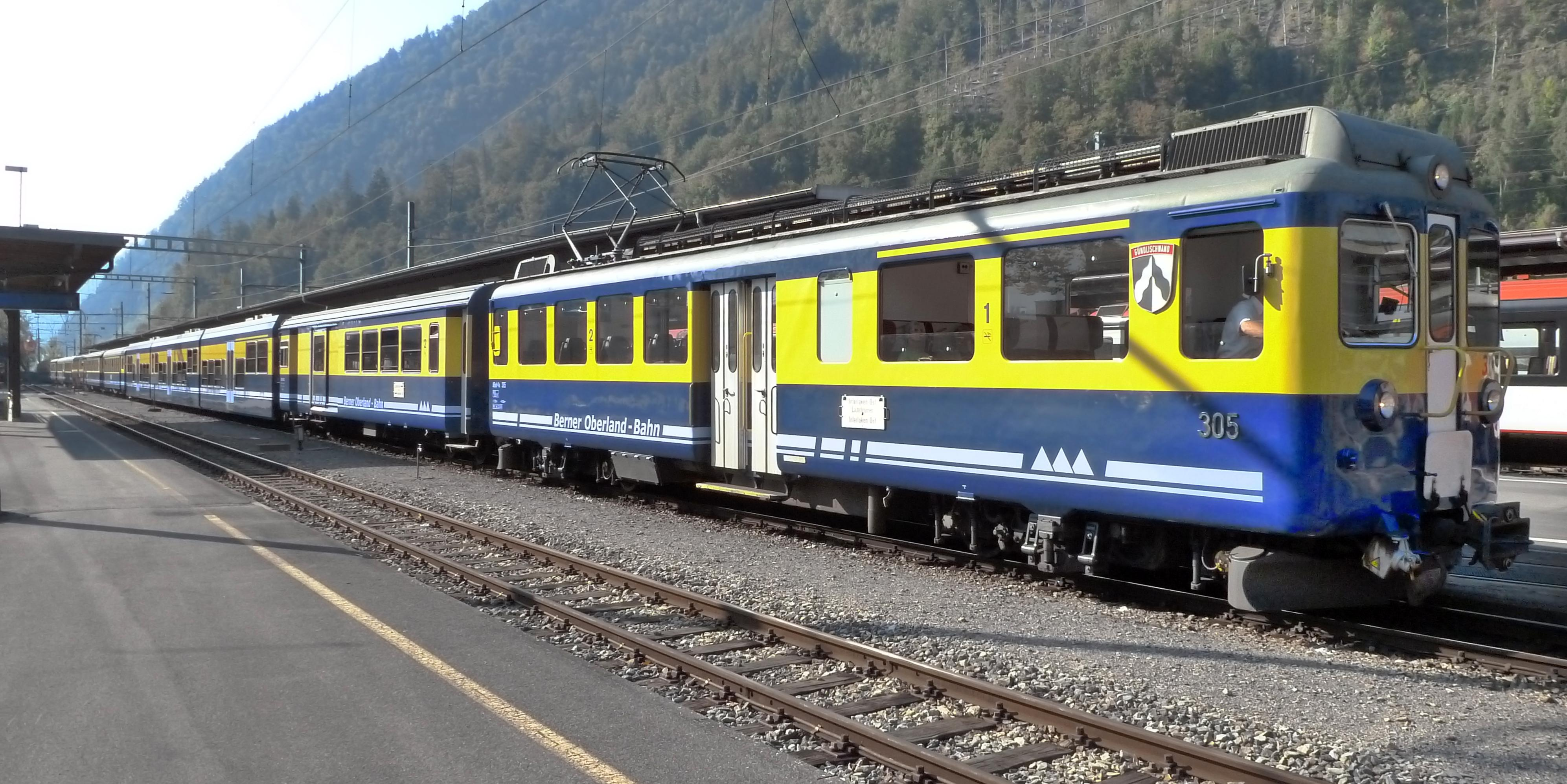
Flügelzug der Berner Oberland-Bahn nach Lauterbrunnen und Grindelwald, der in Zweilütschinen geteilt wird.

Allein ab Bern gibt es vier BLS-Linien, die mit dem Flügelzugsystem betrieben werden:
- RE „Lötschberger“ nach Brig über die Lötschberg-Bergstrecke und Zweisimmen, Teilung in Spiez
- S5 nach Neuchâtel und Murten, Teilung in Kerzers
- S44 nach Sumiswald-Grünen und Solothurn, Teilung in Burgdorf[19]
- RE Luzern–Bern und S7 Luzern–Langenthal, Teilung in Wolhusen[20]

Die Berner Oberland-Bahn verlässt den Bahnhof Interlaken Ost jeweils mit zwei zusammenhängenden Zugteilen, die in Zweilütschinen geflügelt werden: Ein Teil führt nach Lauterbrunnen, der andere nach Grindelwald. In der Abfahrtstabelle des Bahnhofs Interlaken Ost sind die Flügelzüge als zwei eigenständige Züge eingetragen, die zwar auf demselben Gleis, jedoch in unterschiedlichen Sektoren abfahren.
Die SBB setzen das Flügelzugskonzept im Jura ein. Von Biel kommende Züge werden Sonceboz-Sombeval in zwei Teile getrennt. Ein Zugsteil fährt nach La Chaux-de-Fonds weiter, der andere nach Tavannes–Malleray–Bévilard–Moutier–Solothurn.
Seit 2019 betreibt die Rhätische Bahn die Davoser- und Vereinalinie mit dem Flügelzugkonzept. Die von Landquart kommenden Züge (RhB ABe 4/16 3111–3172) werden in Klosters geflügelt und verkehren nach Davos und durch den Vereinatunnel nach St. Moritz.

### Großbritannien

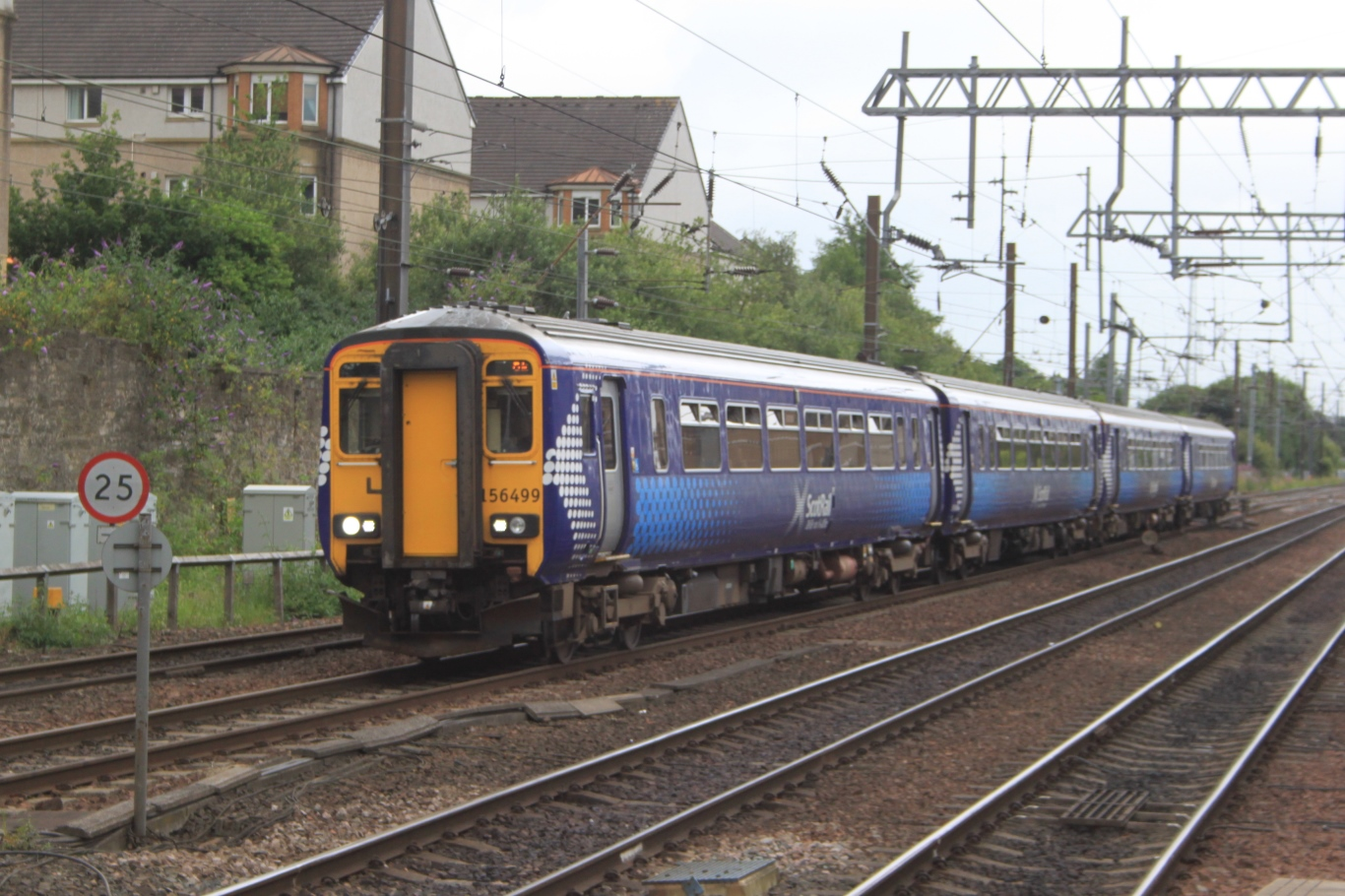
Sprinter-Triebwagen der Klasse 156. Der Vorteil der an und für sich für längere Strecken weniger komfortablen Sprinter liegt im Übergang, der – automatisch beim Kuppeln zusammenfahrend – die Möglichkeit bietet, den Zug während der Fahrt komplett zu durchlaufen.

Auf der West Highland Line, die Glasgow in nördlicher Richtung verlässt, kommen ebenfalls Flügelzüge zum Einsatz. Die Sprinter-Triebwagen der Klasse 156 verlassen Glasgow Queen Street als Doppel- oder Dreifacheinheit und werden in Crianlarich nach den Zielbahnhöfen Oban oder Fort William/Mallaig getrennt, wobei der Zug nach Oban durch die erste oder die ersten beiden Einheiten realisiert wird. Die hintere (oder die beiden hinteren) Einheit(en) fahren später in Richtung Mallaig weiter. Bei der Rückkehr fährt der südliche (also in Fahrtrichtung vordere) Zugteil aus Mallaig zuerst in den Bahnhof ein, danach der Zug aus Oban.
Im Norden von Wales fahren ebenfalls „Sprinter“-Triebwagen-Flügelzüge auf der Cambrian Line zwischen Birmingham New Street und Aberystwyth bzw. Pwllheli. Die Strecke teilt sich zwar eigentlich an der Dovey Junction, die Züge allerdings schon früher in Machynlleth, einem Bahnhof mit wesentlich größerem Fahrgastaufkommen.
Auch im Süden Englands fahren regelmäßig Flügelzüge u. a. auf der Brighton Main Line zwischen London Victoria und unterschiedlichen Ziele auf der West Coastway line. Somit können mehr und gezieltere Züge von bzw. nach London auf der Strecke entlang der Küste fahren, ohne die schon an ihre Kapazitäten grenzende Strecke zwischen London und Brighton weiter zu belasten.

## Illustration einer Flügelung
Die folgenden Bilder zeigen die Flügelung eines Zuges der SBB im Berner Jura:

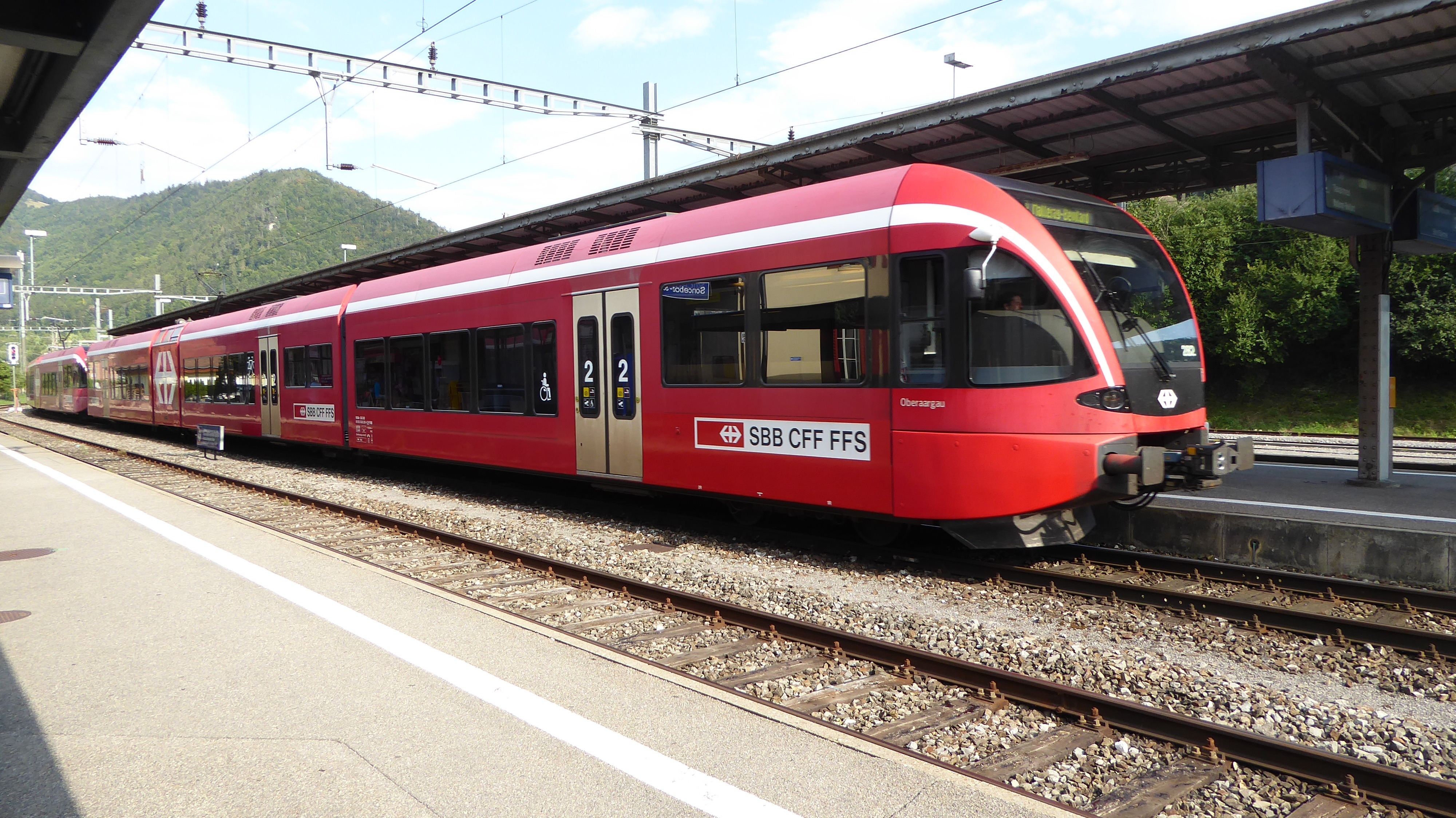
Die Komposition, bestehend aus den RABe 526 282 und RABe 526 265, fahren im Bahnhof Sonceboz-Sombeval ein.
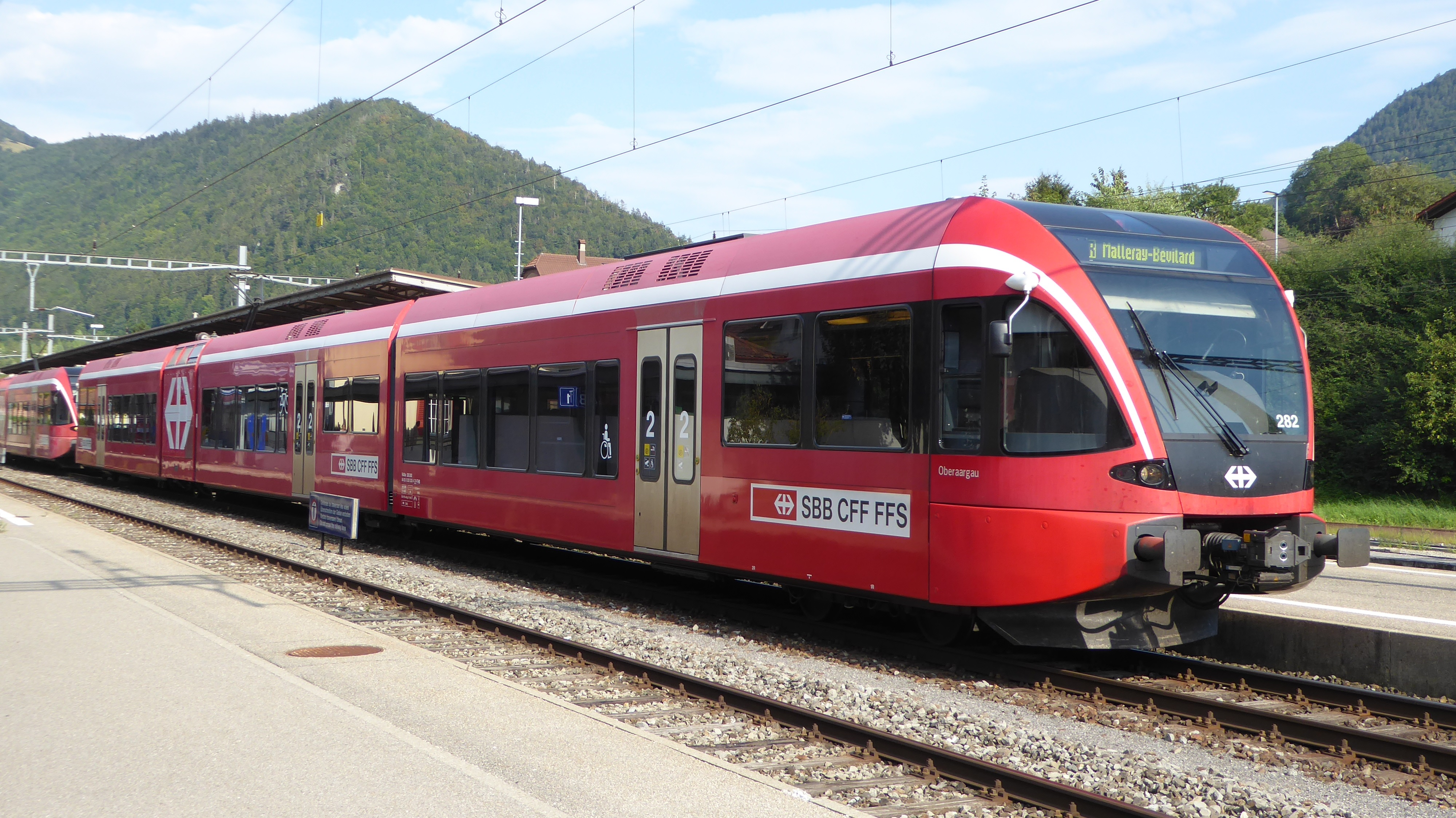
Nachdem die Kupplung zwischen den beiden Zügen gelöst wurde, setzt der vordere Zug RABe 526 282 seine Fahrt nach Malleray-Bévilard fort.
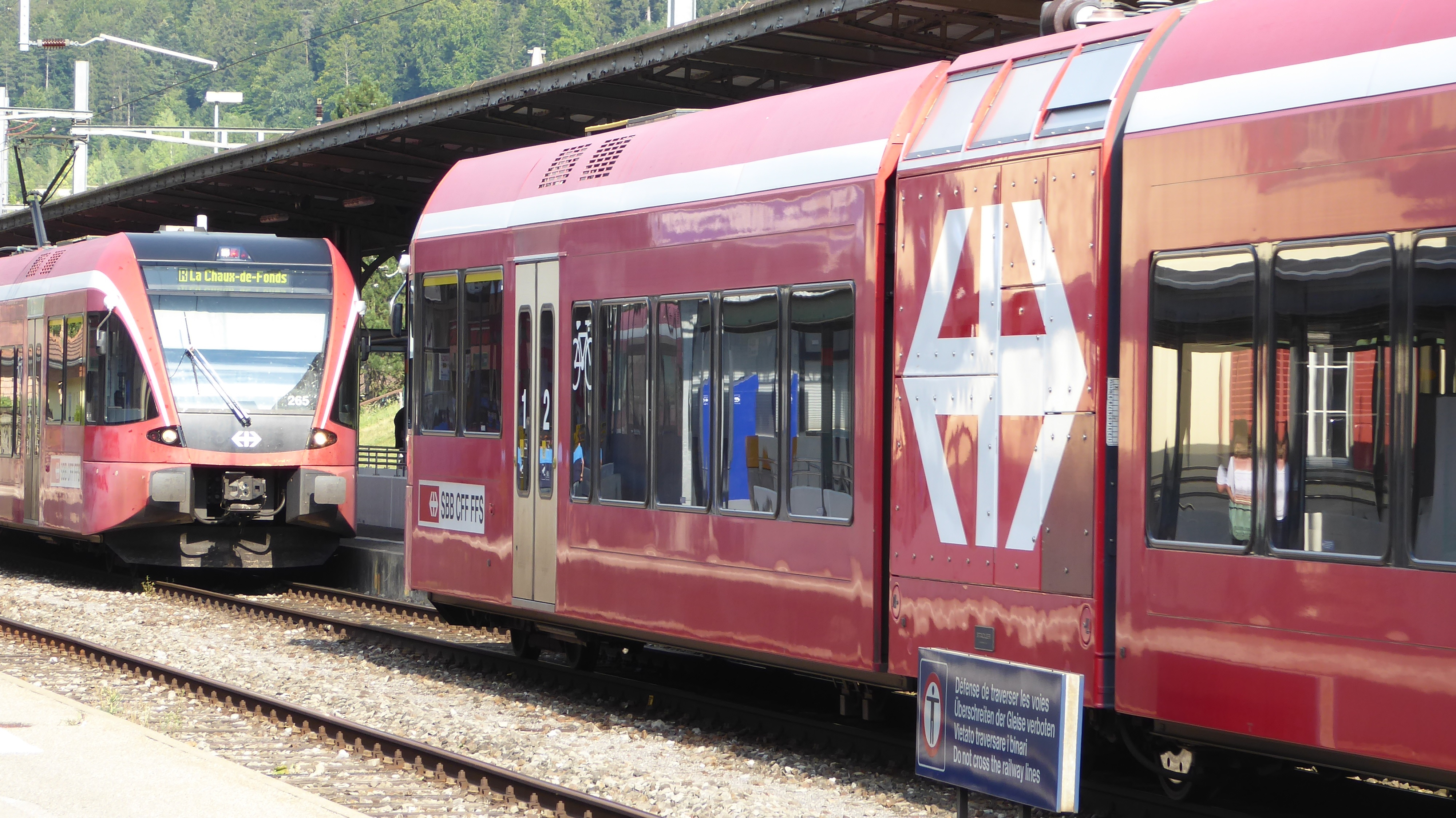
Während der vordere Zugteil losfährt, bleibt der hintere RABe 526 265 noch kurze Zeit im Bahnhof stehen.
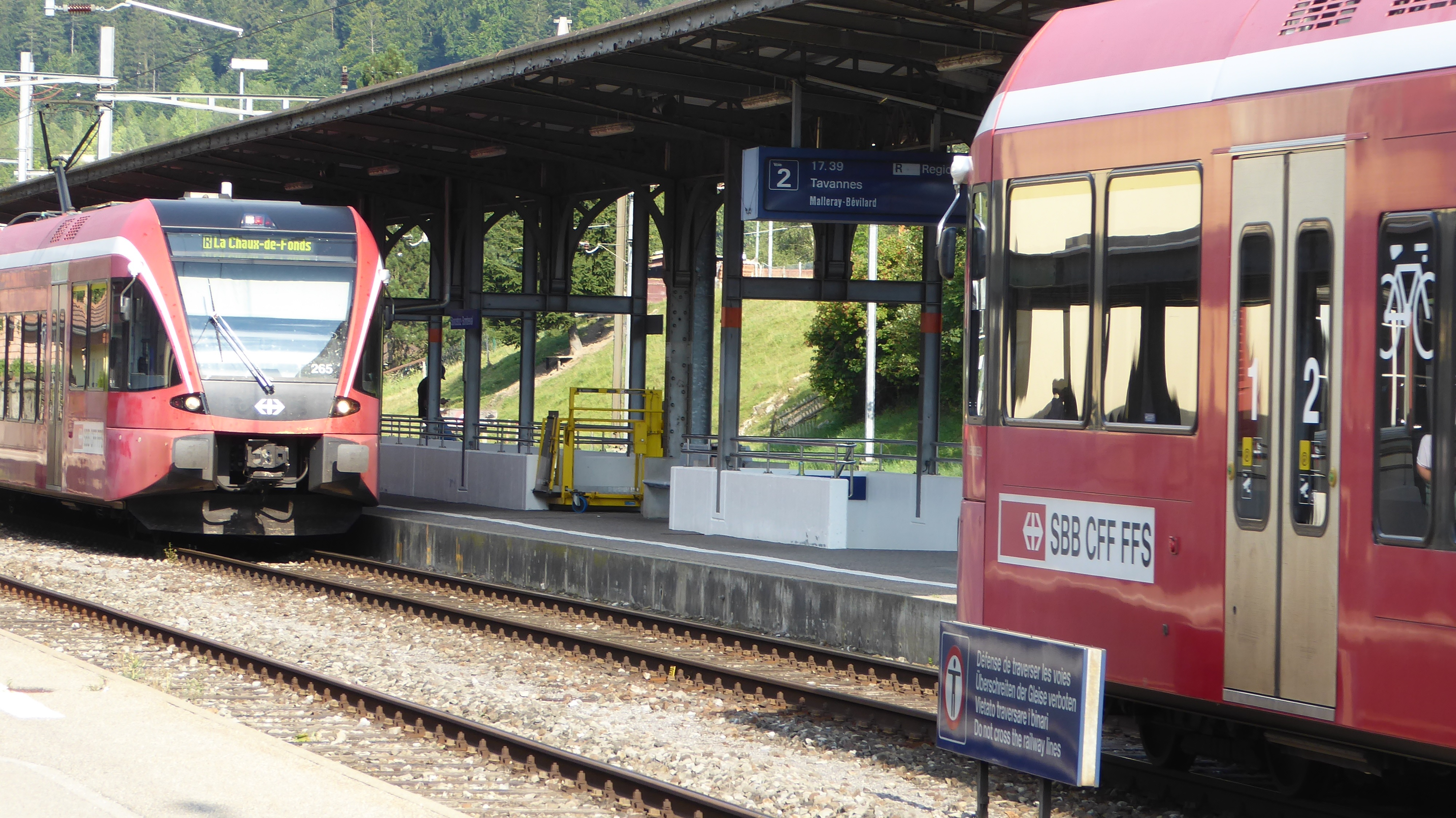
Der Abfahrtsanzeiger weist auf die Fahrt des vorderen Zugteils nach Tavannes–Malleray-Bévilard hin.
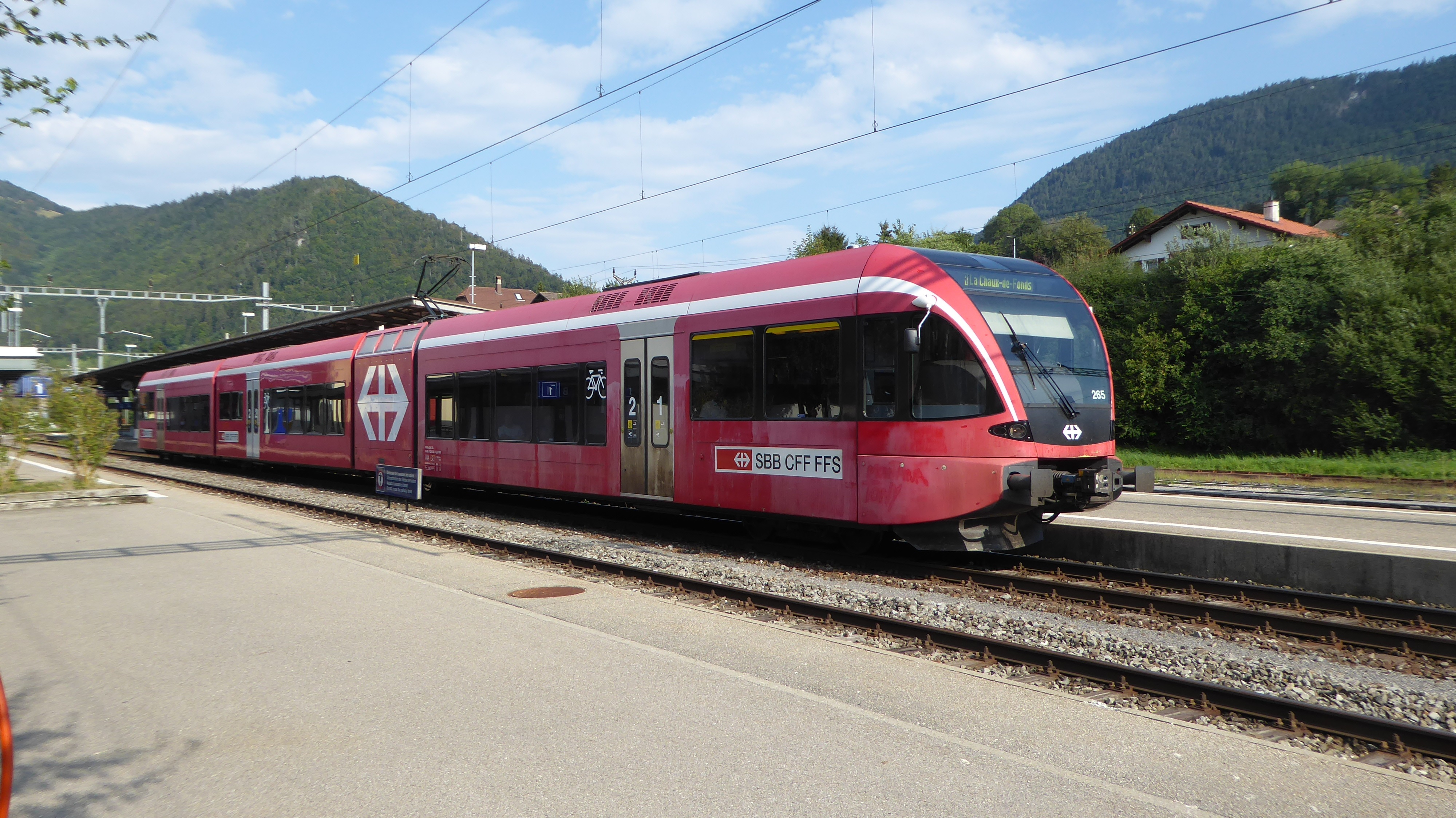
Zwei Minuten nach der Abfahrt des vorderen Zugteils verlässt der hintere Teil nach La Chaux-de-Fonds den Bahnhof Sonceboz-Sombeval.